# Jamphel Gyatso
Jamphel Gyatso tibétain འཇམ་དཔལ་རྒྱ་མཚོ, Wylie : ’jam dpal rgya mtsho est le 8e dalaï-lama (29 juillet 1758 à Thobgyal – 19 novembre 1804 à Lhassa).

## Biographie
Jamphel Gyatso est né au village de Thobgyal, Lahri Gang, dans le Tsang, région du sud-ouest du Tibet  en 1758. Son père, Sonam Dhargye, et sa mère, Phuntsok Wangmo, des Tibétains du Kham descendaient de Dhrala Tsegyal de l'épopée de Gesar de Ling.
Sa naissance est associée à des évènements miraculeux. Avant sa venue au monde, une récolte d'orge sans précédent survient à Lahri Gang. Un arc-en-ciel  toucha l'épaule de sa mère alors qu’elle dinait au jardin avec un parent.
Peu  après sa naissance, Jamphel Gyatso essaya de s'asseoir dans la position du lotus pour la méditation. Entendant parler de cet enfant, Lobsang Palden Yeshe, le 6e panchen-lama est convaincu qu’il s’agit de la réincarnation du dalaï-lama.
Dès ses premiers mots, il aurait dit : « J'irai à Lhassa à l'âge de trois ans ».
Alors qu’il a deux ans et demi, il est amené par Darkpa Thaye, l’intendant du 7e dalaï-lama au monastère de Tashi Lhunpo, à Shigatse où a lieu une cérémonie en présence de lamas d'officiels du gouvernement tibétain et du panchen-lama qui lui donne le nom de Jamphel Gyatso.
Le 28 août 1762, il est amené à Lhassa, où il est intronisé au palais du Potala sous la présidence de Jampäl Geleg Gyatso, le premier des régent du Tibet à représenter  un dalaï-lama lors de sa minorité. À sept ans, il prend les vœux de novice  en présence du panchen-lama, et est ordonné en 1777.
En 1788 et 1791, il dut faire face à l'invasion du Tibet par les Gurkhas.
Il fit construire le palais d'été (Norbu Lingka) et son parc à l'extérieur de Lhassa.
Il est mort en 1804 à 46 ans.